# Dichen Lachman
Dichen Lachman, född 22 februari 1982 i Kathmandu, är en australisk skådespelerska, känd från bland annat australiska såpan Neighbours som Nurse Katya Kinski.
Lachman spelar Sierra i Joss Whedons serie Dollhouse.
Hon medverkar också i sciencefiction-serien The 100 där hon spelar jordlingen Anya.